# Rumormeister
Der Rumormeister war zur Zeit der Landsknechte ein zum Stab des Regiments gehörender Offizier.
Der Rumormeister war dem Hurenwaibel zugeordnet und unterstützte diesen im Lager, insbesondere aber auf dem Zug und während der Gefechte, in der Führung der zahlreichen dienstbaren Geister im Heeresgefolge (der „Buben und Huren“). 
Typischerweise ernannte man einen alten Krieger, der zum Waffendienst nicht mehr fähig war.